# Gornau/Erzgeb.
Gornau/Erzgeb. település Németországban, azon belül Szászország tartományban. Lakosainak száma 3736 fő (2023. december 31.). Gornau/Erzgeb. Chemnitz és Grünhainichen községekkel határos.

## Népesség
A település népességének változása:
| Lakosok száma | 3834 | 3817 | 3747 | 3748 | 3736 |
|               | 2017 | 2019 | 2021 | 2022 | 2023 |